# Wolf-Dieter Bach
Wolf-Dieter Bach (* 1933 in Stuttgart; † 2002 in Ulm) war ein deutscher Dichter, der sich als psychoanalytisch orientierter Interpret der Werke Karl Mays einen Namen machte. Er arbeitete zeitweilig als Verlagslektor, Redakteur, Übersetzer und Publizist. Zuletzt war er Fachreferent für Sprachen an der Volkshochschule Ulm.

## Leben und Wirken
Bach kam zwei Jahre vor dem Abitur in die Klasse von Oskar N. Sahlberg, dem späteren Literaturwissenschaftler und Psychotherapeuten, mit dem er lebenslang befreundet blieb. Sahlberg widmete ihm im September 2003 einen beachtlichen Nachruf in den Mitteilungen der Karl-May-Gesellschaft.

### Als Schüler
Sahlberg: „Wir lasen Hermann Hesse und Thomas Mann, Sartre und Heidegger, Freud und Jung, und vor allem Benn, Baudelaire, Rimbaud. Was uns verband, war die Empfänglichkeit für den Zauber der Poesie, die Fähigkeit zur Begeisterung. … Was uns faszinierte, waren die Orient-Visionen der Dichter. 1952 las mir Bach einen Abend lang seine Gedichte vor: Navigation durch die Nacht, eine Reise über die Kontinente des Erdballs an den Sternzeichen entlang. Der alte Kalif, er träumt von seinem verlorenen Reiche.“

### Als Student
Sahlberg: „Auf der Uni in München hörten wir Kunstgeschichte bei Sedlmayr, den Turkologen Babinger, den Sprachforscher Pokorny. Bach beschloß, Türkisch, Arabisch, Persisch zu studieren, bekam 1955 ein Stipendium für ein Jahr Istanbul. … Wir kamen nach Deutschland zurück. Bach wurde Verlagslektor, auch Ehemann und Vater.“

### Als junger Erwachsener
Sahlberg: „Ab Mitte der 60er Jahre waren wir beide wieder in München. Die Bilder der vom Napalm verbrannten Vietnamesen ließen die Bilder der Leichenhaufen von Hitlers KZs aufsteigen. Wir gingen auf die Demonstrationen, lasen Marx, versuchten, ihn mit Freud zu verbinden: eine neue Sicht auf die Welt, eine neue Identität als Grundlage unseres Schreibens, das unsere Hauptbeschäftigung geblieben war. Der Orient in unseren Köpfen verwandelte sich. Exemplarisch Bachs Arbeit Symbolon: Zusammenfügung getrennter Sphären. In der Widmung seines ersten Essays über Karl May, Fluchtlandschaften, weist Bach auf die Methoden hin, die wir zusammen mit Ralf Rudolf Rudeloff, der T. S. Eliot erforschte, entwickelten.“

### Als Karl-May-Forscher
Sahlberg: „Karl May wurde für Bach ein Kristallisationskern seiner Interessen. Da Bach mit den Sprachen des Orients vertraut war, gewann für ihn die Welt von Kara Ben Nemsi und Hadschi Halef Omar eine magische Präsenz, und diese erschloß er sich dann auch bei Old Shatterhand und Winnetou. Bach war Dichter, er lebte in der Sprache, im sinnlichen Körper der Worte, ihres Klangs, von den Worten her öffnete sich ihm die Welt Karl Mays, die in seinen Büchern vorhandenen und zugleich verborgenen Dimensionen der Seele, und diese trug die Spuren der Gesellschaft an sich.“
Bachs berufliche Stationen waren in dieser Zeit nach Auskunft der Jahrbücher der Karl-May-Gesellschaft:
- 1970 und 1971: Redakteur in Mannheim
- 1975: Redakteur in Schwetzingen
- 1980 und 1981: Schriftsteller in Ulm

Bachs große Essays über Karl May heißen:
- Fluchtlandschaften (1971)
- Sich einen Namen machen (1975)
- „Die Zukunft steigt aus ihrer Sage und blüht vorweggenommen“ (1979)
- Abenteuer als Angstbewältigung. Beweggründe der Phantasie Karl Mays (1983)
- Karl May – Abgrund und Hunger (1987)

Sahlberg: „Beweggründe der Phantasie Karl Mays deutet auf Sicht und Absicht Bachs: Die Erforschung der Ursachen, aus denen heraus sich die Phantasie bewegt, der Gründe wie der Abgründe, in denen das Abenteuer beginnt und in die es wieder hinabführt. Abenteuer als Flucht zu dem Geflohenen – um es zu bewältigen. ‚Ich bin Psycholog‘, sagte Karl May im Alter, fünf Jahre, nachdem Freud in der Traumdeutung die Abgründe der Seele und die Gründe menschlichen Handelns vorgeführt hatte.“

#### Fluchtlandschaften
Sahlberg (mit Zitaten von Bach): „‚May hat nur ein einziges großes Buch geschrieben, und erst die wechselseitige Beziehung aller Einzelzüge schafft das Gesamtbild.‘ Das war Bachs Perspektive, die er in dem bedeutenden Erstling Fluchtlandschaften entfaltete. Mays Fabeln sah er als ‚Mythen aus der Grundschicht der Psyche‘. ‚Der in die Subkultur geflohene Homer ist Karl May‘, zwiefach geprägt: ‚Opfer einer schlechten Gesellschaft‘ und ‚Opfer von Versagungen frühkindlicher Liebeswünsche‘. Und dazu der ‚Zusammenhang von frühkindlicher Oralität und dichterischem Impuls‘: ‚Endlich frei sprechen‘ können. ‚Die Unerträglichkeit der sozialen Bedingungen führt zur Regression in der Kindheit‘. ‚Fluchtlandschaften als Gegenwelten zur gesellschaftlichen Realität, in der zu leben er verdammt war, und gleichzeitig Zufluchtlandschaften als Imagines leiblicher Geborgenheit durch die Mutter‘, ‚von kindlicher Erotik rosig gefärbt, hautwarm und naiv.‘ …“

#### Sich einen Namen machen
Sahlberg (Bach zitierend): „Im Essay Sich einen Namen machen zeigt Bach, wie May sich die Namen in seinen Büchern macht. Dilke, wie ein Deutscher im Roman Und Friede auf Erden heißt, war der Name eines englischen Schriftstellers, Weltreisenden, Politikers, dessen steile Karriere jäh mit dem Absturz durch einen Skandal endete. So trägt die Romangestalt eine Geheimbiographie mit dem damaligen Schema von Mays eigenem Schicksal in sich. In Raffley verbirgt sich Raffles (Asienreisende kennen die Hotels), der in Westindien zur Welt kam und so diese Gegend als ‚Geburtsraum‘ um sich hat. May als ‚Hebammensohn‘ war ‚hellhörig für alles Geburtliche‘. Ein Schiff heißt Wihlade, das ist arabisch für Geburt. Ein anderes heißt Schooter, holländisch Schoot: Schoß. Oder Yin, das ‚gebärende weibliche Prinzip‘. Ein Berg Gros-Ventre: ‚Dickbauch‘, was an eine Schwangere denken läßt. …“

#### Vorwegnahme aus der Sage
Bach: „May beschrieb Träume, und nichts, was es gibt. Seine Landschaftsbeschreibungen erheben einen Anspruch auf Realität, der sich der Nachprüfung am Ort listig entzieht. Mag er wohl die Parks über dem San Luis Valley in Colorado verbal beschwören: letztlich entwirft er Leiblandschaften, eine Topographie der Organe, innere ‚Wandelpanoramen‘, den ‚Farbenreichtum der unbekleideten Felsen‘, die ‚lachsgelb hervorschimmernden nackten Felsenmassen‘. Aber solche sinnlichen Träume von Landschaft reizen immer wieder, sie doch in der Realität zu suchen, sie vielleicht gar zu finden. Es sind utopische Ansichten der Natur, nicht Wirklichkeit, aber auf Wirklichkeit zielend. Wenn uns die Felsen doch wieder so würden, daß wir sie tätscheln könnten! Dort schläft das Glück seinen Mittagsschlaf, wo warm sie atmen, wußte doch Nietzsche. Wo die Natur unser Fleisch ist, ohne daß wir hineinschneiden und daran verbluten. Man will sie festmachen im Realen, die Bilder Mays, weil sie sich festmachen wollen in reiner Wirklichkeit ohne Rest Papier. Oft geht das an Orten, wohin die verbale Evokation des Autors zielt. Ich selbst hab's erfahren, hab's auch von anderen gehört: Das erste Mal, wenn man am Rand der Wüste steht, im glimmrigen Wüstenlicht, vor fernem Glast eines auf Staubdunst schwimmenden Himmels, den körperwarmen Wind nahe am Boden, elektrisch trockenen Geruch in der Nase – längst ist's bekannt; Halef steht neben dir. Da hat May Reales suggeriert, das er selbst gar nicht erfahren. Vorwegnahme also, Vorwegnahme aus der Sage. So wie er als blindes Kind hat Anschauliches vorwegnehmen müssen, es herausphantasierend aus schwarzer Nebelwand, bis er wirklich sah.“ („Die Zukunft steigt aus ihrer Sage ...“, 1979, S. 146)

#### Abenteuer als Angstbewältigung
Sahlberg: „Wer die Heimat hinter sich läßt, dem ‚wird die Welt fremd und bedrohlich‘, doch ihm ‚wachsen auch Kräfte zu, und er besiegt Tod und Teufel‘, bis ein ‚strahlendes Bild ganz übermenschlich erglüht …‘. Der Abenteuerroman ist ‚ein Ritual zur Angstbewältigung‘ mit dem ‚Anspruch auf die unzerstörbare, ewigkeitsmächtige Figur‘. …“

#### Karl May – Abgrund und Hunger
Sahlberg: „‚Angst hat ihre unauslöschlichen Bilder […] Die bodenlose Tiefe des Abgrunds und die atembeklemmende Enge.‘ ‚Zum Abgrund gehört der Schwindel dessen, der in ihn hineinblickt, das passive Mitgerissenwerden, die Einengung der Bewegungsfreiheit durch den übermächtigen Sog.‘ …“

### Grundprinzipien der May-Deutung

#### Wortvernetzung
Sahlberg: „Der Titel des ungedruckten Essays Wortvernetzung weist auf ein Grundprinzip der Dichtung Mays wie der Sicht von Bach: Im Netz der Sprachen, der Worte ergreift der Mensch die Welt – bringt sich zur Welt: Der Mikrokosmos der Seele, vielsprachig und enzyklopädisch geworden, spiegelt den Makrokosmos der Welt. Prinzip der Alchemisten.“

#### Sich selbst mitbringen
Sahlberg: „Gegen den damals sich ausbreitenden vertrockneten soziologischen Trend gewandt, erläutert Bach sein Vorgehen 1979 in den Horen. Old Shatterhand lebt ‚von der Bereitschaft des Lesers, auf ihn zuzugehen. Und man muß sich selbst mitbringen dabei – oder doch die Vergegenwärtigung seiner selbst als ein Bündel unbändiger Wünsche: wie man als Kind gewesen. Wer den Text allein in seinem Wortlaut bei May läßt, ohne ihn anzureichern mit Eigenem, wird vor verschlossenem Sesam stehen bleiben. Objektiv ist May nicht zu haben.‘ …“

#### Erkennen als lebendige Erfahrung
Sahlberg (Bach zitierend): „… ‚Ich wende das psychoanalytische Instrumentarium an, um mir und anderen eine vertiefte Erfahrung an Texten zu ermöglichen, die an der eigenen Lebensgeschichte, die selbstverständlich immer auch eine soziale Seite hat, anzubinden ist. Durch die Verflechtung mit persönlicher Erfahrung sollen die Texte reicher, vielschichtiger, gefächerter und auch realer werden. Die Vielfalt der von mir ins Spiel gebrachten Assoziationen und Gedankengänge soll lockern, entbinden, die Phantasie zum Aufquellen bringen.‘ …“

### Erkrankung und Tod
Sahlberg: „Erst um 1990 gelang es einigen Ketzern, der pränatalen Psychologie ein Forum zu verschaffen, was Bachs Interesse erregte. Nur wenig später erlitt er eine Verletzung, die bald danach zur Zerstörung seines Bewußtseins führte. Er starb im Sommer 2002.“

## Zur Bedeutung von Bachs Arbeiten

### Historische Zusammenhänge
Sahlberg: „Die Bedeutung von Bachs Arbeiten macht ein Blick auf die historischen Zusammenhänge klar. Die Psychoanalyse wurde 1933 in Deutschland als jüdisch verboten. Die universitären Vertreter der Geisteswissenschaften blieben dem Verbot des ‚Führers‘ auch nach 1945 treu, und hierin war Deutschland immer vereinigt geblieben (weitgehend bis heute. ‚Okkulter Antisemitismus‘ sagt der Kultursoziologe Nicolaus Sombart).
Da führte Arno Schmidt, als Schriftsteller, 1963 die Psychoanalyse in die Literaturbetrachtung wieder ein – anhand von Karl May. Vorher hatte er schon ein anderes Tabu ad acta gelegt: 1957 zeigte er, in Abu Kital. Vom neuen Großmystiker, daß Mays Spätwerk zur Hochliteratur zählt. Das setzte Bach fort, wie auch kurz danach Hans Wollschläger, der ebenfalls das psychoanalytische Instrumentarium verwendet. Drei Literaten. Sie verwenden es auf je ganz individuelle Weise. Zum Beispiel kritisiert Bach vehement Schmidts Fixierung auf Analität und Homosexualität in Sitara. –
Warum wurde Karl May zur ‚Wendemarke‘ für die Literaturwissenschaft? Für Ernst Bloch ist Mays Werk durch die ‚Urfarbe des Traums‘ geprägt. … Mays Werk hat eine Durchlässigkeit zum Unbewußten hin, zur psychischen wie sozialen Unterschicht, es ist ein System der Osmose, an das sich der Leser anschließt. Mays Entwicklung zum ‚Großmystiker‘ der Spätwerke, in denen das Abenteuer zur Seelenreise wurde, wie man sie in der Göttlichen Komödie und im Faust findet – Bach zeigt, daß das Spätere schon im Frühen angelegt ist.“

### Hörfunksendungen
Sahlberg: „Einige Arbeiten Bachs zu Karl May wurden nur im Rundfunk gesendet, von Harald Eggebrecht, ... einem Karl-May-Spezialisten (Sinnlichkeit und Abenteuer), der auch 1987 den Band Karl May, der sächsische Phantast herausgab, in dem Bachs Abgrund und Hunger erschien. Bach hatte Eggebrecht zur Beschäftigung mit Karl May angeregt, und Eggebrecht veranlaßte wieder mich und andere Autoren des Bandes dazu.“

### Entwicklung und neues Interesse
Sahlberg: „In den zwei Jahrzehnten der Entstehung seiner Arbeiten zu Karl May vollzog Bach eine Entwicklung. In der Nachbemerkung zum Essay Abgrund und Hunger weist er auf die damaligen Diskussionen zum Narzißmus hin. Was dort kaum beachtet wurde, war Freuds Ansicht, daß dieser im ‚intrauterinen Leben‘ wurzelt. In den 80er Jahren wurden auch Leonhard Orr, Arthur Janov, Stanislav Grof in Deutschland bekannt, radikale Neuerer, die psychoanalytische Dogmen zerbrachen: Sie erforschten das seelische Erleben der Geburt und der vorgeburtlichen Zeit. …
Arno Schmidt hatte 1957, wie im Vorbeigehen, beim ‚Großmystiker‘ die Darstellung von Mays Geburt entdeckt wie auch das vorgeburtliche Leben, den ‚pränatalen Zustand‘ mit einem ‚intrauterinen Geflüster‘. In der offiziellen Psychoanalyse wird bis heute das Tabu, das Freud 1924 über Otto Ranks Das Trauma der Geburt verhängte, streng beachtet. Erst um 1990 gelang es einigen Ketzern, der pränatalen Psychologie ein Forum zu verschaffen, was Bachs Interesse erregte. ...
Jahrzehntelang schrieben wir in einem inneren Dialog miteinander, waren gegenseitig unsere ersten Leser, arbeiteten auch zusammen. … Und bei meiner Deutung der Träume von Geburt und Empfängnis in den beiden späten Romanen Mays … halte ich immer noch Zwiesprache mit meinem alten Freund, voll Dankbarkeit für die gemeinsamen Jahre.“

## Werke

### Übersetzungen
- Spanien: Schönheiten u. Schätze / Mit 164 Abb. u. e. Einf. von Jacques Lafaye. Text u. Bilderl. von Yves Bottineau. [Ins Dt. übertr. von Wolf-Dieter Bach], München; Zürich: Droemer/Knaur 1962.
- Die Wüste / Von A. Starker Leopold u. d. Red. d. Time-Life-Bücher. [Aus d. Engl. übertr. von Wolf-Dieter Bach u. bearb. von Gesa u. Gerhard Hartmann], München; Zürich: Droemer/Knaur 1962.
- Die reichen und die armen Völker: [Vorträge] / Barbara Ward. [Aus d. Amerikan. übertr. von Wolf-Dieter Bach], München; Zürich: Droemer/Knaur 1963.
- Ehrgeiz und Illusion: Die Außenpolitik de Gaulles / Paul Reynaud. [Aus d. Franz. übertr. von Lothar Ruehl unter Mitarb. von Wolf-Dieter Bach], München; Zürich: Droemer/Knaur 1964.
- Die Kunst Spaniens / José Gudiol. [Aus d. Engl. übertr. von Wolf-Dieter Bach], München; Zürich: Droemer/Knaur 1964.
- Japan, Geschichte und Kunst / Bradley Smith. [Übers. aus d. Amerikan.: Wolf-Dieter Bach. Wiss. Mitarb.: Madoka Kanai u. a. Fotografie: Bradley Smith.] Einf. von Marius B. Jansen u. Nagatake Asano, München; Zürich: Droemer/Knaur 1965.
- François-René de Chateaubriand: Die Natchez. Hrsg. und mit einem Nachwort versehen von Oskar Sahlberg, Berlin: Freitag Verlag 1982 [darin übersetzt von Wolf-Dieter Bach:
  - Milas Bad, S. 350
  - Tagebuch ohne Datum, S. 350 f.
  - Eine Nacht in der Wildnis, S. 351 f.
  - Der Gesang der Vögel, S. 353 f.]
- Die Reisen des Doctors Syntax: in 2 Bd. / William Combe u. Thomas Rowlandson. Dem Deutschen einverleibt von Wolf-Dieter Bach u. mit ihm gemeinsam hrsg. von Norbert Miller u. Karl Riha, Frankfurt am Main: Insel 1983.
- Théophile Gautier: Auf der Suche nach dem Anderswo. Hrsg. und mit einem Nachwort versehen von Oskar Sahlberg, 2 Bände, Berlin 1983 und 1984 [darin übersetzt von Wolf-Dieter Bach und Ingrid Grießhaber-Saleh:
  - Haschisch I, S. 159 ff.
  - Haschisch II, S. 161 ff.
  - Ein Beduinenfest, S. 189 ff.
  - Tanzende Derwische, S. 199 ff.
  - Sehnsucht nach Indien, S. 207 ff.]
- Istanbul: ein Führer / John Freely; Hilary Sumner-Boyd. [Übers. und dt. Bearb.: Wolf-Dieter Bach], München: Prestel 1986.
- Das trunkene Schiff / Arthur Rimbaud. [Dt. von W. D. Bach], Schwäbisch Gmünd: Vincent Klink 1988.[14]

### Biographisches
- In Mainz, um Mainz und um Mainz herum. Über den Schriftsteller Karl Christian Ernst Graf von Bentzel-Sternau, in: Mitteilungen der Karl-May-Gesellschaft Nr. 11, März 1972, S. 10 (Onlinefassung).
- Unter dem Schattenmund. Der Lebenslauf A[rthur]. R[imbaud]., Schwäbisch Gmünd: Vincent Klink 1988.

### Lyrisches
- Fortgang mit dem Mohren Gaspard. Unter den Festgaben zu Walter Höllerers 60. Geburtstag am 19. Dezember 1982, in: Sprache im technischen Zeitalter 81/1982, S. 318, ff.; postum wieder abgedruckt in: Mitteilungen der Karl-May-Gesellschaft Nr. 137, September 2003 (Onlinefassung), S. 42.

### Grundlegendes
- America rasa. Vom Mythos des Neuen Anfangs, in: Sprache im technischen Zeitalter 54/1975, S. 126–146.
- Symbolon. Oder: Voltaires irokesischer Herkules, in: Sprache im technischen Zeitalter 58/1976, S. 112–142.
- Mythos, in: Harald Eggebrecht (Hrsg.): Goethe – Ein Denkmal wird lebendig, München: Piper 1982, S. 61–79 (im Gespräch mit Klaus Heinrich).

### Karl-May-Beiträge
- Muttergedichte Karl Mays und Hermann Hesses, in: Jb-KMG 1970, S. 114–117 (Onlinefassung)
- Fluchtlandschaften, in: Jb-KMG 1971, S. 39–73 (Onlinefassung).
- Die aktuelle Glosse. Über eine Rezension des Jb-KMG, in: Mitteilungen der Karl-May-Gesellschaft Nr. 12, Juni 1972, S. 2 (Onlinefassung).
- Arabistische Arabesken um Karl May, in: Mitteilungen der Karl-May-Gesellschaft Nr. 16, Juni 1973, S. 29 (Onlinefassung).
- Zur Herkunft des Namens Winnetou. Miszelle, in: Mitteilungen der Karl-May-Gesellschaft Nr. 24, Juni 1975, S. 7 (Onlinefassung).
- Sich einen Namen machen, in: Jb-KMG 1975, S. 34–72 (Onlinefassung)
- Hitlers Schatten zwischen Klaus Mann und Karl May, in: Mitteilungen der Karl-May-Gesellschaft Nr. 27/1976, S. 14–17 (Onlinefassung).
- „Die Zukunft steigt aus ihrer Sage und blüht vorweggenommen“. Zum Jahrbuch der Karl-May-Gesellschaft 1978, in: die horen 114/1979, S. 145–155.
- Erkennen als lebendige Erfahrung. Zur psychoanalytischen Optik, angewendet auf May in essayistischen Formen, in: Jb-KMG 1980, S. 28–34 (Onlinefassung).
- Mit Mohammed an May vorbei. Zur Kritik I. Hofmanns und A. Vorbichlers an Karl Mays Islam-Phantasien, in: Jb-KMG 1981, S.  375–381 (Onlinefassung).
- Abenteuer als Angstbewältigung: Beweggründe der Phantasie Karl Mays, in: Helmut Schmiedt (Hrsg.): Karl May, Frankfurt 1983, S. 245–251.
- Karl May – Abgrund und Hunger, in: Harald Eggebrecht (Hrsg.): Karl May, der sächsische Phantast. Studien zu Leben und Werk, Frankfurt 1987, S. 153–188.